# Poldi Merc
Leopold „Poldi“ Merc (* 25. November 1932 in Graz; † 23. Oktober 2021 in Berlin) war ein österreichischer Bodybuilder und Unternehmer, der 1964 den Titel des Mr. Universum gewann.

## Leben
Poldi Merc sang als Kind bis zu seinem Stimmbruch Sopran bei den Wiener Sängerknaben. Nach der Matura 1952 studierte er Dolmetscher. Während eines Studentenjobs bei der US-Armee entdeckte er für sich das Hanteltraining. Im Jahr 1955 zog Merc nach Berlin, wo er im folgenden Jahr zusammen mit Gino Giuliani das zweite Bodybuilding-Studio in Deutschland (nach dem von Harry Gelbfarb in Schweinfurt) eröffnete. Im Jahr 1993 gab Merc sein Studio auf. Seinen Schätzungen zufolge trainierten in seinem Studio über die Zeit zwischen 35.000 und 40.000 Menschen, darunter Götz George, Artur Brauner und Arnold Schwarzenegger. Reinhard Smolana, ebenfalls Bodybuilding-Pionier mit Studios in München, wurde von Merc drei Jahre lang ausgebildet. Für Werner Kieser war im Jahr 1963 Mercs Studio das erste, das er je besichtigen konnte. Er bezog daraus Anregungen für die Gründung seines eigenen Unternehmens.
In Interviews in den vergangenen zehn Jahren bezeichnete Merc sich als Personal Trainer für alte Menschen
Am Mr.-Universum-Wettkampf der NABBA nahm Merc im Jahr 1958 zum ersten Mal teil, den Titel gewann er 1964. Er war der erste Sieger aus dem deutschsprachigen Raum. Ein Jahr später siegte Merc beim Wettbewerb um den Mr. Europa.